# Scaphojoeropsis kimblae
Scaphojoeropsis kimblae är en kräftdjursart som beskrevs av Jean Just 2001. Scaphojoeropsis kimblae ingår i släktet Scaphojoeropsis och familjen Joeropsididae. Inga underarter finns listade i Catalogue of Life.